# ロリング・クリスティ
ロリング・チェイニー・クリスティ（Loring Cheney Christie、1885年1月21日 - 1941年4月8日）は、カナダの外交官、官僚である。クリスティはボーデン首相の顧問として、1910年代のカナダ外交を取りしきった。
クリスティはノバスコシア州アマーストに生まれた。父はJ・アレクサー・クリスティ、母はイブリン・クリスティで、末子であった。クリスティは1905年にアカディア大学より学士号を得たあと、1909年にはハーバード大学で法律の学士号も得た。ハーバード留学中、彼は『ハーバード・ロー・レビュー』の編集者の一人であった。
1913年にクリスティは外務省の法律顧問となった。彼は国際問題に関して保守党のロバート・ボーデン首相の顧問を務め、また第一次世界大戦期にはボーデンの補佐官も務めた。彼はボーデンが行く先々につき従い、1917年から1918年の帝国戦時内閣やパリ講和会議に随行した。1920年にはアーサー・ミーエンが政権を継承していたが、クリスティはボーデンとともに1921年のワシントン会議にも出席している。アメリカ合衆国との友好関係を危うくするとして日英同盟の継続に反対していたクリスティの考えは、このとき実現した。
クリスティは1923年に官界を退いて、1926年までイギリスのロンドンにある金融会社に勤めた。クリスティンの立場は、新しく首相になったマッケンジー・キング（自由党）の孤立主義的な立場とは相いれなかった。クリスティに代わって、外交に関してキングを補佐したのがO・D・スケルトンであった。
1927年から1929年まではオンタリオ水力発電総裁の特別顧問となり、1929年から1935年まではボーアルノア照明暖房発電会社の法律顧問となった。1935年には外務省に戻り、1939年から亡くなる1941年まで駐アメリカ特命全権公使を務めた。